# Raherka i Meresankh
Raherka i Meresankh (Raherka: "Ra" = el déu Sol, i "Meresankh": 'ella estima la vida') és una escultura doble d'una parella de l'antic Egipte de la Dinastia IV o V.

## Fons
Raherka tenia un càrrec d'alta responsabilitat administrativa, era un inspector d'escribes "del xacal". El títol de Meresankh era "coneguda del rei", i això significa que era una dama de la cort, una noble que tenia accés al palau reial.

## Estàtua
La parella és coneguda per la seua bella estàtua que encara és al Louvre (E 15592), un exemple notable de retrat de l'Imperi Antic d'Egipte. L'estàtua és tallada en gres i fa 52,8 cm d'alçada. La parella està acuradament modelada, amb la figura de Raherka mostrant la musculatura. L'obra conserva la policromia. L'espòs està representat amb el color de pell vermellós tradicional que s'usa per als hòmens, mentre que Meresankh està pintada amb un to de pell groguenc, que era l'usual per a les figures de dones. Així s'indicava en l'art antic el gènere i funció. Les perruques i els ulls perfilats estan pintats de negre.
L'escultura de Raherka i Meresankh s'ha comparat amb la més famosa del funcionari Seneb i la seua família. En totes dues se'n mostra a l'esposa abraçant càlidament el marit.
L'egiptòleg alemany Hermann Junker va datar l'escultura del final de l'Imperi Antic, i potser l'obra pertanga a la Dinastia V. Altres estudiosos han suggerit que la posa de l'esposa i els noms apunten a la Dinastia IV.
L'escultura, la va trobar al 1902 Montague Ballard i probablement prové de la Tomba D 37, que és al Camp Occidental de Guiza. Es van trobar fragments d'una altra estàtua que representa una dona carregant un xiquet al nord de la tomba i ara es troben al Museu de Leipzig (Inv. 2446).